# Gastrophysa analis
Gastrophysa analis  (лат.) — вид жуков подсемейства хризомелин (Chrysomelinae) из семейства листоедов (Chrysomelidae). Распространён на Балканском полуострове.